# Aix-en-Pévèle

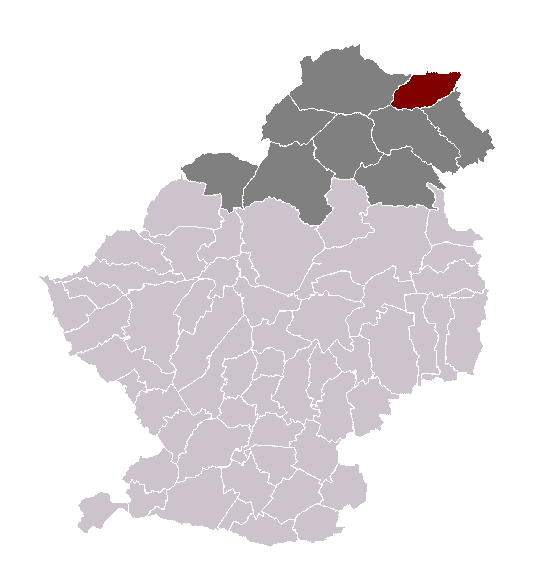
Ubicació d'Aix dins el cantó i el districte

Aix-en-Pévèle és un municipi francès, situat a la regió dels Alts de França, al departament del Nord. L'any 2006 tenia 1.043 habitants. Està situat a 4,5 km d'Orchies, entre Lilla i Valenciennes, a 20 kilòmetres de Tournai. Limita al nord amb Mouchin, a l'est amb Rumegies, al sud-est amb Saméon, al sud amb Landas, a l'oest amb Nomain.

## Demografia
| 1962                                       | 1968 | 1975 | 1982 | 1990 | 1999 | 2006  |
| ------------------------------------------ | ---- | ---- | ---- | ---- | ---- | ----- |
| 658                                        | 579  | 644  | 690  | 777  | 933  | 1.043 |
| Des de 1962: població sense dobles comptes |      |      |      |      |      |       |

## Administració
| Període | Identitat            | Partit |
| ------- | -------------------- | ------ |
| 1989-   | Jean-Luc Detavernier | UMP    |